# Världsmästerskapen i alpin skidsport 1999
Världsmästerskapen i alpin skidsport 1999 arrangerades i Vail och Beaver Creek i  delstaten Colorado i USA mellan 2 februari och 14 februari 1999.

## Medaljsummering
| Gren                     | Guld                             | Silver                          | Brons                           |
| Slalom herrar            | Kalle Palander, Finland          | Lasse Kjus, Norge               | Christian Mayer, Österrike      |
| Storslalom herrar        | Lasse Kjus, Norge                | Marco Büchel, Liechtenstein     | Steve Locher, Schweiz           |
| Super-G herrar           | Hermann Maier, Österrike         | Lasse Kjus, Norge               | Hans Knauß, Österrike           |
| Störtlopp herrar         | Hermann Maier, Österrike         | Lasse Kjus, Norge               | Kjetil André Aamodt, Norge      |
| Alpin kombination herrar | Kjetil André Aamodt, Norge       | Lasse Kjus, Norge               | Paul Accola, Schweiz            |
| Slalom damer             | Zali Steggall, Australien        | Pernilla Wiberg, Sverige        | Trine Bakke, Norge              |
| Storslalom damer         | Alexandra Meissnitzer, Österrike | Andrine Flemmen, Norge          | Anita Wachter, Österrike        |
| Super-G damer            | Alexandra Meissnitzer, Österrike | Renate Götschl, Österrike       | Michaela Dorfmeister, Österrike |
| Störtlopp damer          | Renate Götschl, Österrike        | Michaela Dorfmeister, Österrike | Stefanie Schuster, Österrike    |
| Alpin kombination damer  | Pernilla Wiberg, Sverige         | Renate Götschl, Österrike       | Florance Masnada, Frankrike     |

## Medaljtabell
| Placering | Land          | Guld | Silver | Brons | Totalt |
| --------- | ------------- | ---- | ------ | ----- | ------ |
| 1         | Österrike     | 5    | 3      | 5     | 13     |
| 2         | Norge         | 3    | 4      | 2     | 9      |
| 3         | Sverige       | 1    | 1      | -     | 2      |
| 4         | Australien    | 1    | -      | -     | 1      |
|           | Finland       | 1    | -      | -     | 1      |
| 6         | Liechtenstein | -    | 1      | -     | 4      |
| 7         | Schweiz       | -    | -      | 2     | 2      |
| 8         | Frankrike     | -    | -      | 1     | 1      |